# Байк-шоу
Байк-шоу (другое название — байк-фест) — фестиваль байкеров.
Как правило, подобные мероприятия проводятся ежегодно. Организаторами могут являться как байк-клубы (они же мотоклубы, MC или MCC), так и крупные производители мототехники, как это делает компания Harley-Davidson.
Существуют как закрытые байк-шоу, участники которых приглашаются или записываются заранее, так и открытые, в которых может принять участие любой желающий. Последних значительно больше, поскольку байк-шоу — очень демократичное мероприятие. В большинстве случаев необязательно даже наличие мотоцикла, так как считается, что байкер — это состояние души, и он может временно обходиться без мотоцикла. Есть байк-шоу, организованные только для членов определенных клубов (как правило, международных), либо для владельцев мотоциклов определенной марки. Самым многочисленным является байк-шоу в Стерджисе (США), куда съезжаются сотни тысяч мотоциклистов со всего света. К байк-шоу можно причислить открытия и закрытия мотосезона, которые проводятся практически в каждом городе России, где есть активно действующие байк-клубы.
Обычная программа проведения байк-шоу — проезд колонной мотоциклов по городу (он называется «прохват»), выезд на место проведения («поляна»), выступление музыкальных групп и различные конкурсы. Также могут проводиться соревнования по различным видам мотоциклетного спорта, драг-рэйсинг (гонка на 402 метра), выступления стант-райдеров (каскадёрские трюки на мотоциклах), а также выставка кастомов (самодельных мотоциклов).
Масштабы байк-шоу различны. Проводятся как крупные мероприятия с участием большого количества людей и мотоциклов («Мотоярославец», байк-шоу в Калининграде, Волгограде, Севастополе, фестиваль «Лицом к океану» на Дальнем востоке), так и «камерные» мероприятия (ВСИЖ — всеобщий съезд ижатников).